# Alain Vuitel
Alain Vuitel (* 1964), heimatberechtigt in Val-de-Travers NE, ist ein Schweizer Berufsoffizier (Divisionär). Er war bis zum 30. April 2021 Chef der Führungsunterstützungsbasis der Schweizer Armee. Vuitel führte als Projektleiter das Projekt «Kommando Cyber» der Schweizer Armee. Er war verantwortlich für die Initialisierung des Projekts und den schrittweisen Aufbau des «Kommandos Cyber» der Armee. Divisionär Alain Vuitel ist per 1. Januar 2024 zum Stabschef Operative Schulung (SCOS) ernannt worden.

## Ausbildungen
- 1988: Abschluss «Licence en sciences économiques» an der Universität Neuenburg
- 2001: Master of Arts with Merit in International Studies an der King’s College London

## Militärische Laufbahn
Vuitel trat 1998 in den Dienst der Bundesverwaltung ein und übte verschiedene Funktionen im Dienst der Armee aus. Von September 2008 bis April 2009 war er zudem im Rahmen der Kosovo Force (KFOR) als Stabschef Stellvertreter der Multinational Brigade South in den Kosovo abkommandiert. Auf den 1. Januar 2014 wurde Vuitel durch den Bundesrat zum Stabschef Chef der Armee unter gleichzeitiger Beförderung zum Brigadier ernannt. Auf den 1. Januar 2016 wurde er zum Chef Militärischer Nachrichtendienst ernannt und gestützt auf die Strukturanpassungen auf den 1. Januar 2018 im Rahmen der Weiterentwicklung der Armee (WEA) als Chef Militärischer Nachrichtendienst & Dienst für Präventiven Schutz der Armee bestätigt. Per 1. Januar 2020 erfolgte die Ernennung als Chef Führungsunterstützungsbasis.
- 1995: Major im Generalstab, Chef Operationen einer Panzerbrigade
- 1999: Oberstleutnant im Generalstab, Kommandant eines Panzerbataillons
- 2002: Unterstabschef Operationen einer Panzerbrigade
- 2005: Oberst im Generalstab, Chef Armeestabsteil Militärdoktrin
- 2014: Brigadier, Stabschef Chef der Armee / Chef Militärstrategischer Stab
- 2016: Chef Militärischer Nachrichtendienst MND
- 2020: Divisionär, Chef Führungsunterstützungsbasis (FUB)
- 2021: Projektleiter «Kommando Cyber» der Armee
- 2024: Stabschef Operative Schulung (SCOS)[3]

## Stabschef Operative Schulung (SCOS)
Im direkten Auftrag des Chefs der Armee erfüllt der SCOS drei Hauptaufgaben:
1. Der SCOS trägt durch militärstrategisches und operatives Denken zur Weiterentwicklung der Armee bei.
2. Er schult unter Einbezug der strategischen Partner des Bundes die obersten Führungsstufen der Armee.
3. Er bildet die höheren Stabsoffiziere weiter.

## Publikationen
- Mit J.J. Langendorf, Christian Bühlmann, Daniel Reichel: Le feu et la plume. Edition Cabédita, 2010.